# The Village Lanterne
The Village Lanterne é o quinto álbum de estúdio da banda Blackmore's Night, lançado em 4 de abril de 2006 pela gravadora SPV GmbH, dos Estados Unidos.

## Faixas
Todas as faixas escritas por Ritchie Blackmore e Candice Night, exceto quando marcado.
1. "25 Years" – 4:58
2. "Village Lanterne" – 5:14
3. "I Guess It Doesn't Matter Anymore" – 4:50
4. "The Messenger" (Blackmore) – 2:55
5. "World of Stone" (Blackmore/Traditional, Night) – 4:26
6. "Faerie Queen" / "Faerie Dance" (Blackmore) – 4:57
7. "St. Teresa" (Joan Osborne, Eric Bazilian, Rob Hyman, Rick Chertoff) – 5:26
8. "Village Dance" (Blackmore) – 1:58
9. "Mond Tanz" (Blackmore) / "Child in Time" (Blackmore, Ian Gillan, Roger Glover, Jon Lord, Ian Paice) – 6:12
10. "Streets of London" (Ralph McTell) – 3:48
11. "Just Call My Name (I'll Be There)" – 4:49
12. "Olde Mill Inn" – 3:21
13. "Windmills" – 3:27
14. "Street of Dreams" (Blackmore, Joe Lynn Turner) – 4:31

### Faixas bônus
1. "Call it Love" - 2:53 ou "Once in a Garden" (versão apenas para o Japão) - 3:30
2. "Street of Dreams" (faixa bônus com Joe Lynn Turner) - 4:32
3. "All Because of You" (edição de rádio) - 3:25

## Singles
- "I'll Be There (Just Call My Name)"
- "Olde Mill In"

### Vídeos
- The Village Lanterne